# 香港專業教育學院（屯門）
22°23′37″N 113°58′00″E / 22.3935°N 113.9667°E

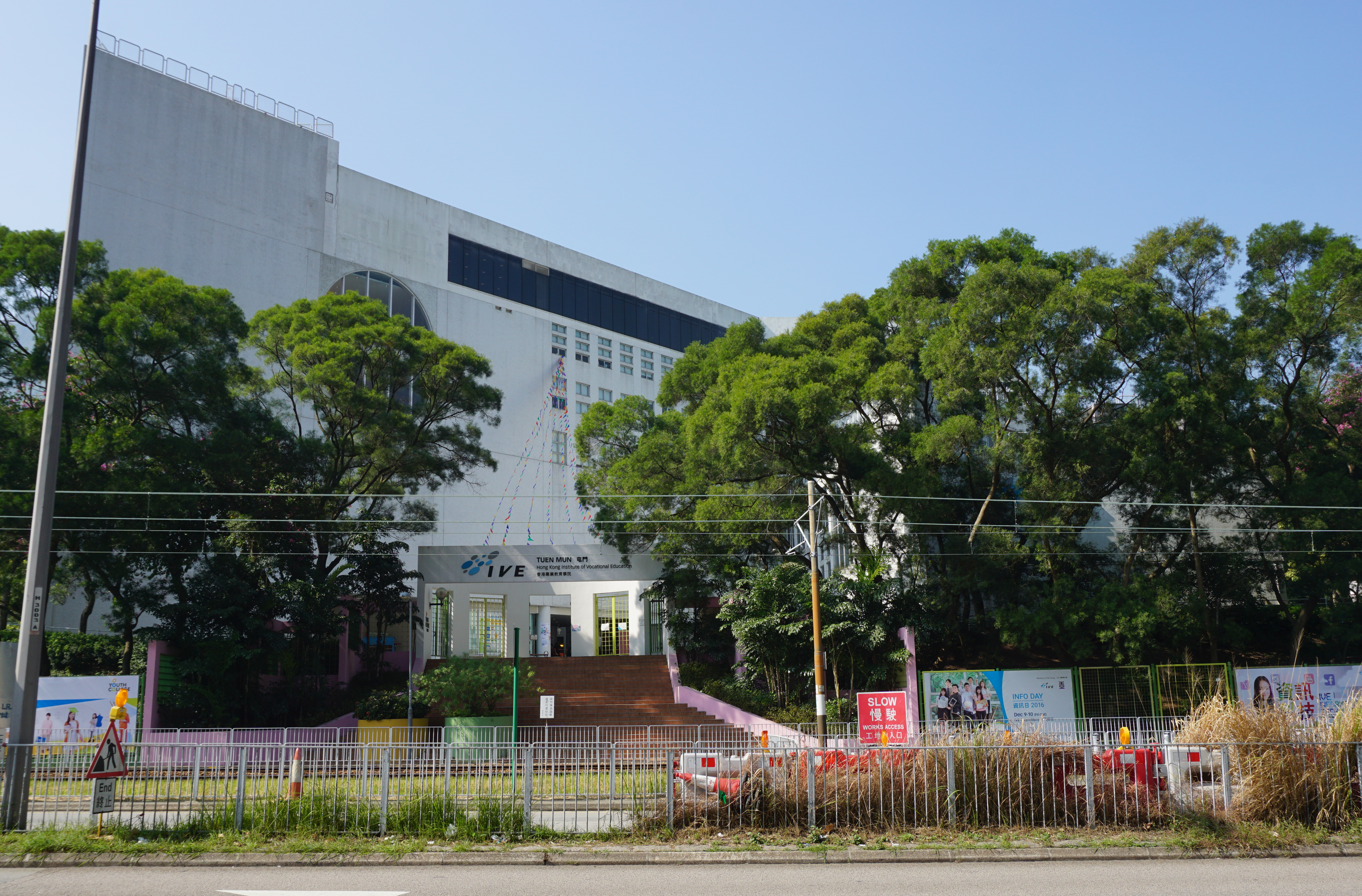
學院東面

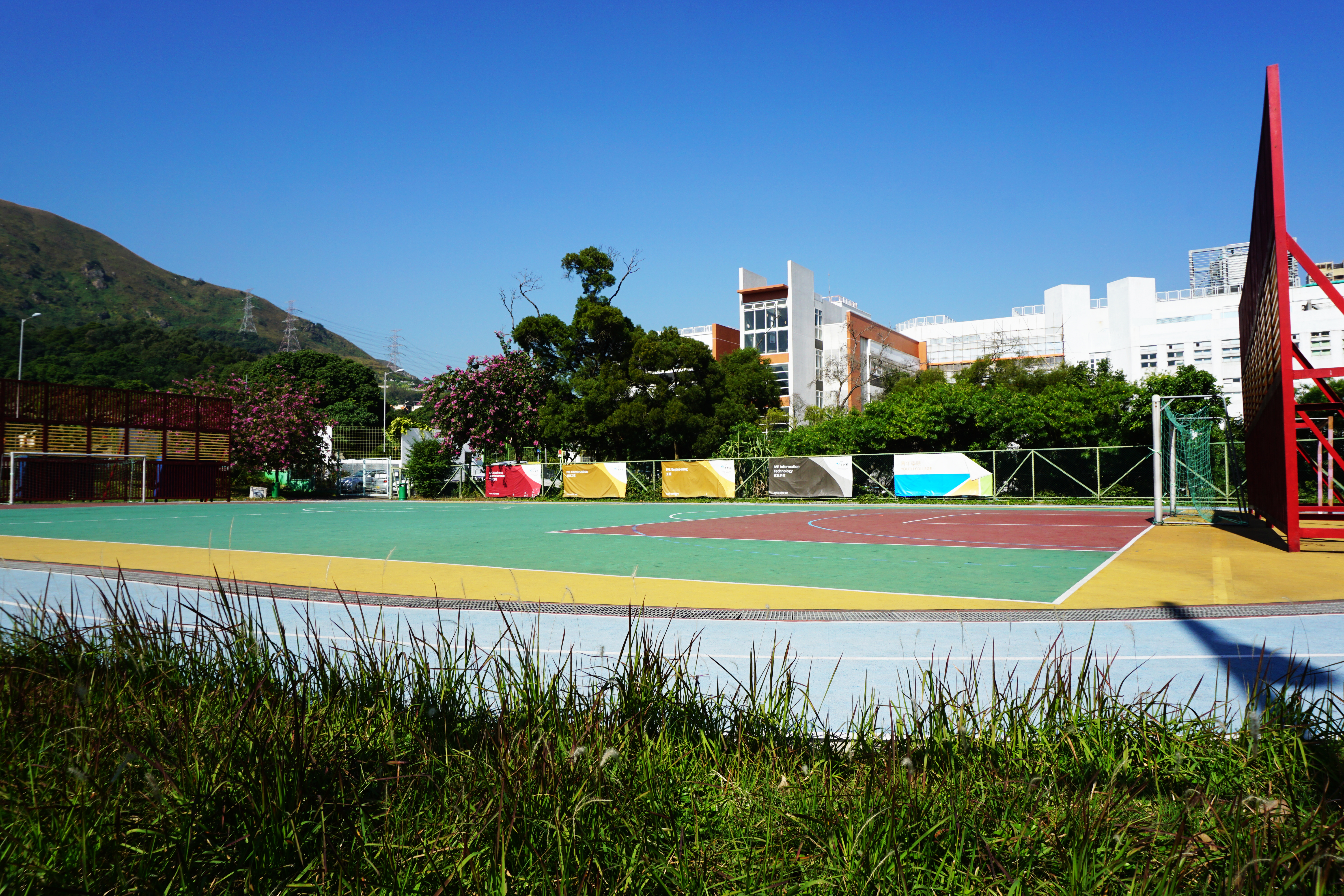
足球場

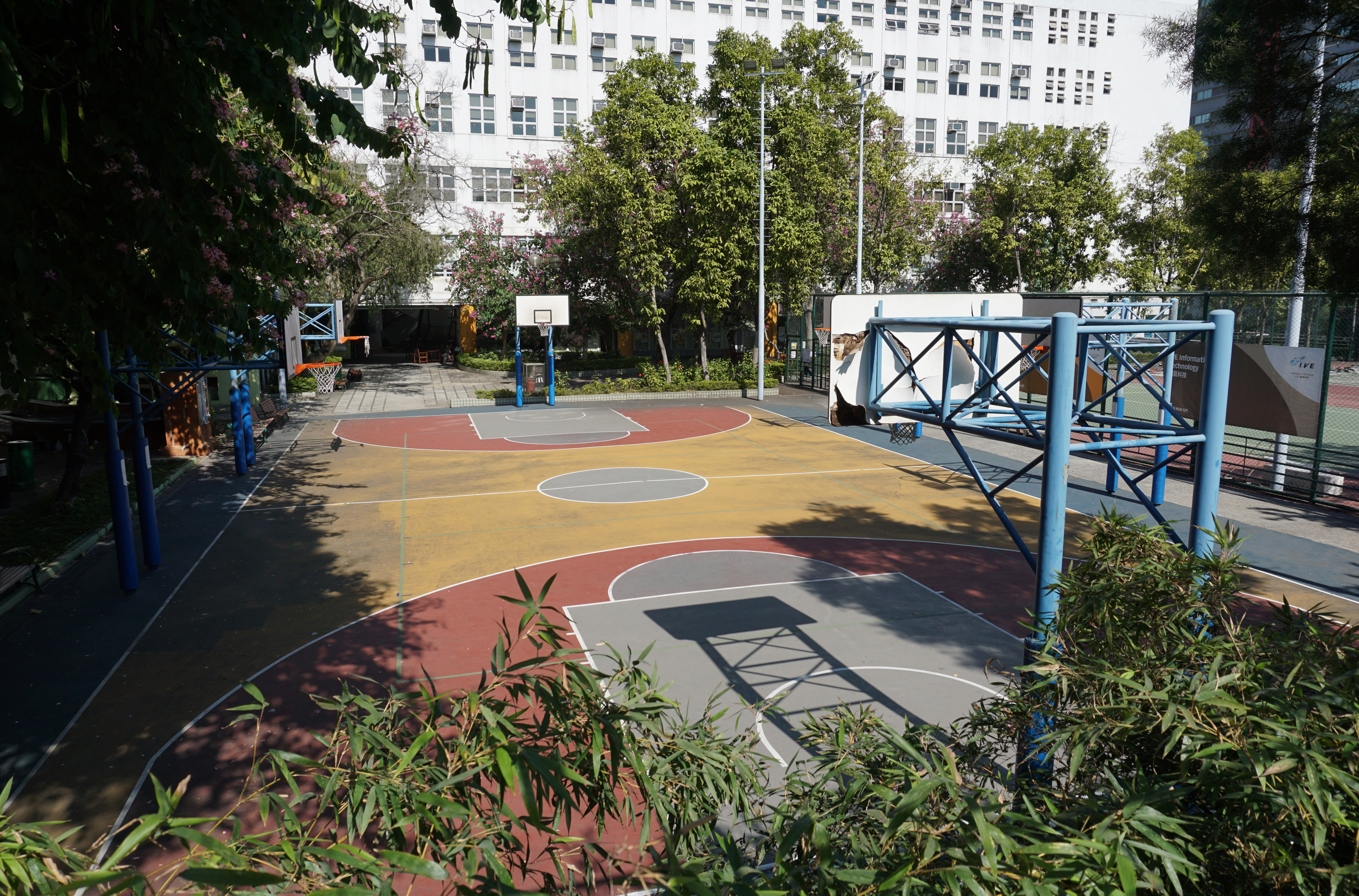
籃球場

香港專業教育學院（屯門）（英語：Hong Kong Institute of Vocational Education (Tuen Mun)，簡稱：IVE(TM)）是香港專業教育學院的分校，位於香港新界屯門青雲路18號，背靠青山。
該校前身為1986年創立的屯門工業學院。1999年，職業訓練局把7間「工業學院」及2間「科技學院」合併為「香港專業教育學院」，故此屯門工業學院便正式易名為香港專業教育學院屯門分校。現時屯門分校共有4個學系，以往的基礎課程部由青年學院取代。

## 學系及課程

### 中六課程

#### 全日制、兼讀制
- 商業系
- 資訊科技系[a]
- 建造工程系
- 工程系

### 中三課程

#### 全日制
- 青年學院

#### 兼讀制
- 建造工程系
- 工程系

## 設施
屯門分校建築面積達21,000平方米，由新昌營造興建，總建築開支達9000萬。
校舍建築物由關善明建築師事務所設計，曾於1987年獲香港建築師學會獎項，為關氏第三件得獎作品。兩年後的1989年9月28日，曾邀當時的元朗區議會工商委員會議員和增選議員參觀校舍。
分校設有：各學科實驗室、電腦室、體育館、籃球場、排球場、羽毛球場、壁球場、乒乓球場地、設備現代化的健身室、多用途活動操場、小型足球場、書店、咖啡店及食堂，大部分設施與青年學院共用。
該學院的教學資源中心（LRC）於2007年中旬啟用，中心共有4層，總面積約2,527平方米，分為南、北兩翼。南翼設有書庫、語文自學中心及學生發展中心，內設約200個閱讀座位，提供圖書借閱服務；北翼則設有電腦開放中心、研討室及自學區。

## 歷任院長
- 鮑德禮(Derek Boardman)博士（1999年11月－2000年8月）
- 甘漢文先生（署理）（2000年8月－2000年12月）
- 潘詠駒先生（2001年1月－2002年1月）
- 謝頌堅先生（2002年1月－2002年11月）
- 潘詠駒先生（2002年11月－2006年3月）
- 甘漢文先生（署理）（2006年3月－2006年8月）
- 梁美智女士（2006年9月－2008年9月）
- 杜劉仁愛女士（2008年10月－2010年8月）
- 關永昌先生（2010年9月－2014年3月）
- 廖世樂博士工程師（2014年4月－2015年8月）
- 邵志勇工程師（2015年9月－2016年8月）
- 劉志強博士工程師（2016年8月－2017年9月）
- 邵志勇工程師（2017年9月－2019年9月）
- 劉慶強博士（2019年9月－2021年8月）
- 鄧錫文 工程師（2021年9月－）

## 著名校友
- 鄺月恆：香港商業電台前唱片騎師
- 陳廣仁：香港跨媒體創作人
- 蘇浩才：香港搖滾樂隊Kolor主音以及節奏吉他手

## 外部連結
- 屯門分校官方網頁 （页面存档备份，存于）
- 屯門分校論壇